# Xã Van Buren, Quận LaGrange, Indiana
Xã Van Buren (tiếng Anh: Van Buren Township) là một xã thuộc quận LaGrange, tiểu bang Indiana, Hoa Kỳ. Năm 2010, dân số của xã này là 3.439 người.